# Okno hydrogeologiczne
Okno hydrogeologiczne – nieciągłość utworów nieprzepuszczalnych rozdzielających utwory przepuszczalne, zasilająca głębszy poziom wodonośny, najczęściej pochodzenia erozyjnego lub sedymentacyjnego.